# Krigsförsäkringsnämnden (Finland)
Krigsförsäkringsnämnden är en tidigare finländsk statlig myndighet som handlade ärenden i enlighet med Lagen om krigsförsäkring. Nämnden ersattes 2004 av Försäkringsgarantikommissionen för undantagsförhållanden.